# Mario Netas
Mario Netas es una serie animada por internet creada por el artista Paco Almaraz que se transmitía todos los miércoles a través del portal del periódico Reforma y más tarde los viernes. La caricatura mostraba un talk show conducido por un muñeco de madera llamado Mario invitando a creadores de noticias nacionales y extranjeros para explicar las noticias actuales. Fue transmitido por primera vez el 16 de marzo de 2005 y fue cancelada el 12 de abril de 2013.
El proyecto fue renovado por Paco Almaraz y el Grupo Reforma, publicando el primer episodio, el 3 de junio de 2019, bajo el título de Radio Netas, donde Mario y Bob dan un repaso de las noticias importantes de la semana.
La semana del 3 de octubre de 2022, después de que no aparecieran los episodios que semanalmente se producían en línea los lunes, miércoles y viernes para los periódicos del Grupo Reforma, ni los cartones que se publicaban impresos los lunes, jueves y viernes, se levantó suspicacia por una posible partida de ese medio de comunicación, o quizá haber contraído Covid-19 o viruela del mono, en especial a raíz de la realización de un nuevo programa en el canal de Pacasso titulado ¡SíCierto!, el 7 de octubre.

## Nombre del programa
El nombre del programa es un juego de palabras. Mario es el nombre del conductor del programa y Netas es una jerga en el Español mexicano para "verdad". Además, al unirse ambas palabras, se forma la palabra "marionetas". Pacasso y Berenice Loaeza eran los productores del programa.

## Personajes

### Mario Netas
Mario Netas es un muñeco de madera y de acogida de la serie, su nombre completo es Mario Edmundo Eduardo Ausedio (dicho en el capítulo que salió al aire el 6 de mayo de 2011). A menudo se jacta de una manera humorística acerca de dormir con un gran número de mujeres, especialmente al comienzo del programa. Por lo general se burla de los huéspedes y critica todo lo que no le gusta del programa (por ejemplo, la sección "Cartas a Marito"). Él odia ser llamado Marito, pero esto no impide que algunos invitados, como Andrés Manuel López Obrador y Marta Sahagún, lo llamen así.

### El Buen Bob
El "Buen" Bob es el titiritero que controla Mario. Él es un poco gordo, usa una máscara verde y solo rara vez se mueve o habla. Nunca responde cada vez que Mario le pide su opinión, esto crea un incómodo silencio que lleva a Mario a dar vuelta a sus ojos y fríamente decir "se" ("Sí, claro"). Bob se dice que tiene un club de fanes, y es el objetivo de afecto de muchas niñas.

### Don Polo
Su primera aparición fue el 1 de junio de 2005. Don Polo es un trabajador de edad en el conjunto del programa. A pesar de que funciona en general como el único miembro de la tripulación de cabina, a veces cubre a Mario como el anfitrión, cuando éste está fuera de vacaciones. Ha demostrado buenas habilidades en el uso del botón del sonido de la censura cuando un invitado comenzó a decir groserías, habilidad que fue puesta a prueba cuando Cuauhtémoc Blanco y, más recientemente, Ana Guevara fueron entrevistados. En un intento de imitar la rutina de Mario y Bob, hizo un títere propio llamado "Polito". Sin embargo, sus habilidades como ventrílocuo no se vieron en ningún lado.

### Nicanor
Nicanor fue introducido por primera vez en el episodio de Marta Sahagún, como un ropavejero, un "experto en ropa mexicana de clase baja". Su primera aparición fue tan popular que se convirtió en un personaje recurrente. Al parecer, Nicanor pasa la mayor parte de su tiempo en el estudio como un ayudante, porque es introducido al azar en cada episodio. En una ocasión, organizó una sección propia llamada "Cartas a Marito", en la que los aficionados enviarían cartas de correo electrónico para expresar su opinión sobre el programa y sus personajes. Él sufrió un misterioso accidente justo antes del comienzo de un programa que lo dejó en coma. Más tarde volvió a aparecer, pero su sección fue cancelada. Habla con un acento común de la Ciudad de México. Como Don Polo (cuyos chistes simplemente no le interesaron al productor del programa), él condujo el programa mientras que Mario y Bob se encontraban de vacaciones. Él ha logrado entrevistar a un par de invitados, cuando Mario y Bob no están presentes, como Sadam Huseín. En ese mismo episodio llegamos a conocer a su tía, la señora Wendolyn quién es psíquica (su verdadero nombre es Anastasia). Otro pariente que también ha aparecido en el programa es Cyber-Carlos, el primo de Nicanor. Se supone que es la voz electrónica que lee en voz alta las noticias de Reforma.

### Casilda
Se escuchó su voz por primera vez el 9 de junio de 2010 y su primera aparición fue el 14 de julio de 2010, pero no se volvió a ver en el programa, lleva un algodón de azúcar, una trenza, aretes grandes y está maquillada, según ella, el nombre de su novio es "El Omar".

## Secciones en el programa

### El comentario caliente
Cuando se levanta el telón, Mario le cuenta a Bob algo relacionado con una aventura con mujeres. Siempre hay un juego de palabras sexose oculto en el cuento. De repente se da cuenta de que el telón se levantó y corta para dar la bienvenida a los espectadores. En el 12 de agosto de 2008, el comentario picante fue sustituido por un mensaje de parte del personal de Mario Netas repudiando el crimen en México, donde El "Buen" Bob dice "¡Ya Basta!" creando un asombro en el personal (y en la audiencia).

### La entrevista
La entrevista es la sección en el programa donde los políticos u otros personajes invitados aparecen. A menudo es la parte más larga del espectáculo, aunque algunas entrevistas son muy cortas.

### La foto de la semana
Una imagen es mostrada y Mario se burla de ella de alguna manera.

### Sección de cine
Esta es una sección donde Mario critica una película de su elección basándose en el "Muvimetre", una escala que va desde el "Pésima" hasta "Ah bruto".

### Cartas a Marito (12 de septiembre de 2006 - 28 de noviembre de 2006)
Una sección de correos electrónicos de aficionados conducida por Nicanor. Empezando con el episodio del 31 de octubre de 2006, las cartas fueron mostradas en una manta. Mario odiaba esta sección, porque en la mayoría de las cartas los aficionados preferían a otros personajes en vez de a él. La sección fue cancelada después de que Nicanor cayó de una escalera mientras la escribía. La última carta fue leída por Mario.

## La inmovilidad de Bob
Ya que el programa es conducido por Mario Netas, durante la mayoría de los programas Bob se mantiene inmóvil. Hasta hoy, solo ha habido un programa en el que Bob ha hablado o ha hecho algún sonido. Sin embargo, existen varios episodios en los que Bob se mueve o reacciona a algo que se dijo en el programa.

29 de junio de 2005

Bob le da un teléfono a Mario.
5 de julio de 2005

Mientras que la participante Jolette Hernández del programa de televisión "La Academia" canta, los lentes de contacto de Bob se rompen. 
2 de agosto de 2005

Bob tiembla de enojo hacia Mario por vender los trajes morados de Bob.
27 de septiembre de 2005

Mientras criticaba la película Los cazanovias Mario comenta que las "solteras desesperadas" son la especialidad de Bob, Bob empuja a Mario y deja que se caiga. Mario se rompe el brazo derecho y durante los siguientes dos programas se ve con una venda en él.
29 de agosto de 2006

Durante la entrevista con Andrés Manuel López Obrador, planean una canción triste debido a la forma en que perdió las elecciones. Los ojos de Bob se ven vidriosos y casi derrama una lágrima. 
17 de julio de 2007

Después de que Mario habla de los seguidores sentimentales de Harry Potter cautivados por el primer beso de Harry, Bob derrama una lágrima.
12 de agosto de 2008

En este programa, el comentario caliente fue sustituido por un mensaje de Mario y el resto del personal, repudiando el crimen en México (después del secuestro y asesinato de Alejandro Marti). Para asombro de todos, Bob dice "¡Ya basta!". Al final del programa Mario le dice a Bob "Será mejor que no te pregunte cómo estuve, o podrías hablar de nuevo."

## Estado presente del programa.

### Controversia de abril de 2010
A partir de la edición de Mario Netas del 14 de abril de 2010, la voz de Mario fue reemplazada. El brusco cambio, sin advertencia alguna a sus fanes, provocó la ira unánime y desprecio por el cambio de actor de voz. La inconformidad de sus seguidores se ha manifestado semana a semana en los comentarios al programa, que cada vez pierde más índice de audiencia. "Pacasso" como es conocido Francisco J. Almaraz, repentinamente dejó el programa transmitido por el grupo Reforma después de una semana de ausencia para integrarse al elenco de Joaquín López Dóriga. El segmento en el que ahora aparece es titulado "Terapia Intensiva" y consiste de un formato similar al de Mario Netas, pero cuyo personaje principal es un doctor.
La emisión del 21 de abril tuvo una nueva voz que tampoco ha caído en el agrado del público puesto que se pierde la gracia, el nivel de crítica pero sobre todo creatividad en los guiones. Se hace notar también que muchos de los gags de la animación se perdieron con la salida de Pacasso. 
Se puede leer en el blog de Pacasso que la decisión de abandonar Mario Netas fue al parecer una decisión personal para buscar nuevos proyectos. 
En el capítulo de la entrega de premios en el que dice películas, sus nominaciones en versión de política según encuesta subió un índice de audiencia de 2,500 mil que lo han visto. 
Para ver los capítulos anteriores sin que te pidan suscripción, solo entra a la página:
http://gruporeforma.reforma.com/libre/online/graficoanimado/marionetas/marionetas_20050316/ y cuenta los 8 días que se cumplen para seguir la cronología remplazando los últimos números del enlace (20050316) por la fecha que sigue, contando los 8 días.
Recepción de "Terapia Intensiva"
Luego de un par de meses al aire, los nuevos personajes creados por Pacasso y Berenice Loaeza han ido ganando de nuevo la posición que ocupaban entre su público en Internet, cuyo apoyo se refleja en el creciente número de visitantes a sus animaciones en tvolucion.com y Youtube. 
En televisión, Terapia Intensiva se ha convertido en referente en el Noticiero nocturno de los lunes.
A la fecha, septiembre del 2010, Terapia Intensiva ostenta el primer lugar en los Podcasts de iTunes.
El hecho contrasta con la caída en el número de visitas a la animación de Mario Netas que Grupo Reforma ha mantenido al aire.

## Final del Programa.
El programa terminó el 12 de abril de 2013, el último capítulo donde entrevista a Ángel Aguirre, el gobernado de Guerrero. El programa recibió varias críticas negativas, desde que Paccaso firmó con Televisa y el Grupo Reforma mantuvo al aire el programa, el cambio de voz, los nuevos comentarios calientes, el volviendo el programa repetitivo, lleno de clichés y los pocos cambios del programa como retirando al personaje Don Polo desde que Grupo Reforma se ocupó del programa, Nicanor en los últimos capítulos movía las pupilas hacia Mario y al público al saludar, Bob ya no hacia movimientos y algunos personajes como Enrique Peña Nieto, Manzera, Elba Ester Gordillo, Ándres Manuel López Obrador y Ángel Aguirre Rivero aparecían en el programa repetitivas veces.
En el último episodio la película Stoker recibió la clasificación ¡Ah Bruto! y Mario Netas dijo estas palabras:
"¡Y hasta aquí llegamos por hoy! Y por un buen rato, nos tomaremos unas largas y merecidas vacaciones ¿Verdad que si Bob? Se. (Similar al que hacía, Paccaso cuando hacia Mario Netas). Y parecía que el programa continuaría, y aunque los capítulos estén todavía en Grupo Reforma, fue quitada la sección que compartía con Rictus, en la sección de Diversión, pero los capítulos aún se pueden ver en la sección de Primera Fila, donde esta Mario Netas solo para suscriptores.

## Radio Netas, el regreso
El 3 de junio de 2019, tras 6 años de ausencia en las redes, Paco Almaraz y el Grupo web de Reforma se unieron para  darle continuidad al proyecto bajo un nuevo formato que cuenta la misma calidad y técnica antes de que Paccaso dejara reforma, bajo el título de Radio Netas, donde los personajes principales: Mario, Bob y Nicanor conducen una cabina de radio dándonos un repaso de las noticias importantes de la semana. Similar al contenido que poseía Terapia Intensiva. Fue publicado por las redes de Paco y el canal de YouTube de Reforma.